# AGROVOC
AGROVOC (unión de las palabras agricultura y vocabulario) es un vocabulario multilingüe controlado que ha sido elaborado para abarcar la terminología de todos los ámbitos de interés de la Organización de las Naciones Unidas para la Alimentación y la Agricultura (FAO por sus siglas en inglés: Food and Agriculture Organization), incluso la alimentación, nutrición, agricultura, pesca, selvicultura y el medio ambiente.  
El vocubulario consiste en más de 39 600 conceptos con hasta 924 000 términos en 41 lenguas (noviembre 2021): árabe, chino, checo, inglés, francés, alemán, hindi, húngaro, italiano, japonés, coreano, laosiano, malayo, farsi, polaco, portugués, ruso, eslovaco, español, télugu, tailandés, turco y el ucraniano. Está editado colaborativamente por una comunidad de expertos y está coordinado por la FAO. 
AGROVOC está disponible como un esquema RDF/SKOS-XL y está publicado como un conjunto de datos enlazados.

## Historia
AGROVOC fue publicado por primera vez al principio de los años 80 por la FAO en inglés, español y francés como un vocabulario controlado para indexar publicaciones sobre ciencias y tecnología agrícolas. Fue desarrollado especialmente para el sistema internacional de información AGRIS.
En los años 90, AGROVOC detuvo la publicación de la edición impresa y entró en la era digital con el almacenamiento de datos manejado por una base de datos relacional. En 2004 se realizaron experimentos preliminares para expresar AGROVOC en el idioma OWL (Web Ontology Language). Al mismo tiempo se desarrolló una herramienta web, que se llamaba WorkBench y actualmente VocBench. En 2009 AGROVOC llegó a ser un recurso SKOS.
Hoy, AGROVOC está disponible en 41 lenguas como un esquema SKOS-XL y está publicado como un conjunto de datos enlazados (Linked Open Data, LOD) que está adaptado a otros 20 conjuntos de datos enlazados relacionados con la agricultura.

## Usuarios
AGROVOC es utilizado por investigadores, bibliotecarios y administradores de información para indexar, recuperar y organizar datos en sistemas de información agrícolas y páginas web. En el contexto de la web semántica también surgen nuevos grupos de usuarios como por ejemplo desarrolladores de software y especialistas de ontología.

## Acceso
AGROVOC es accesible de varias maneras:
- En línea: Búsqueda[2] y navegación de AGROVOC por la página web “Normas para la Gestión de Información Agraria” (AIMS por sus siglas en inglés).
- Descarga: RDF-SKOS (AGROVOC o AGROVOC LOD).[3]
- Directamente: SPARQL endpoint[4] y los servicios web AGROVOC.[3]

## Mantenimiento
El equipo de AGROVOC, situado en la sede central de la FAO, coordina las actividades editoriales en cuanto al mantenimiento de AGROVOC. El mantenimiento está realizado por una comunidad de editores e instituciones para cada una de las versiones de idioma.
La comunidad utiliza la herramienta VocBench para editar y mantener AGROVOC. Está diseñado para cubrir las necesidades de la web semántica y de datos enlazados. FAO también facilita el mantenimiento técnico de AGROVOC, incluyendo su publicación como recurso 
1. ↑  Usos de AGROVOC Archivado el 9 de julio de 2015 en Wayback Machine.
2. ↑  Búsqueda de AGROVOC
3. 1 2  Ediciones de AGROVOC
4. ↑  «AGROVOC SPARQL endpoint».
5. ↑  Comunidad de Editores de AGROVOC

. La asistencia técnica está proporcionada por la Universidad de Tor Vergata (Roma, Italia) que gestiona el desarrollo técnico de VocBench.

## Copyright y licencias
El copyright para el contenido del AGROVOC tesauro en inglés, francés, ruso, chino, árabe y español permanece con la FAO y está licenciado con una licencia de Creative Commons Attribution-ShareAlike 3.0 IGO Para cada otra lengua el copyright permanece con la institución responsable de su producción.

## Lectura adicional
- Publicaciones de AGROVOC